# Patrik Martinec

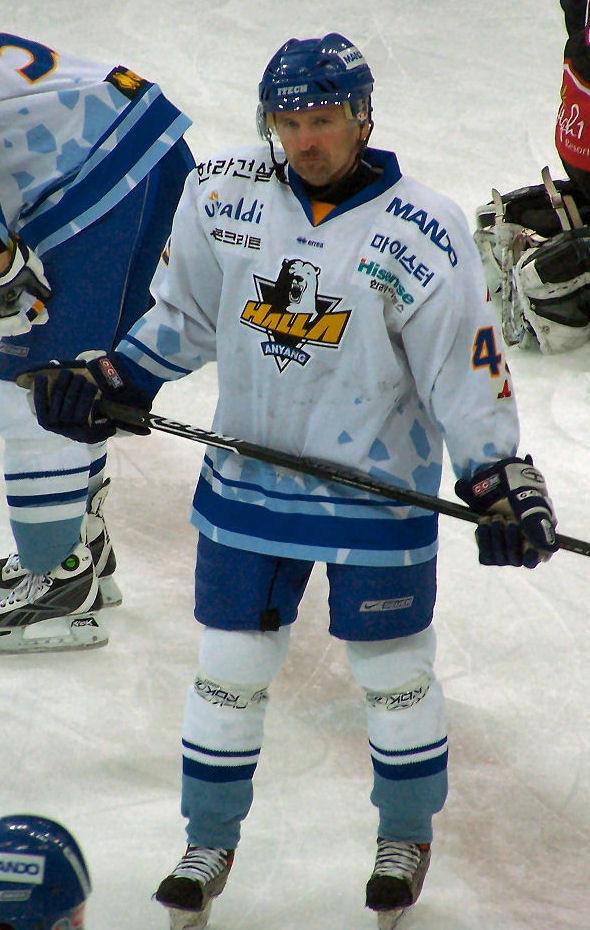
Patrik Martinec v domácím dresu Anyang Halla

Patrik Martinec (* 4. září 1971 v Jilemnici, Československo) je bývalý profesionální český hokejový útočník.

## Kariéra

### Hráčská kariéra
Martinec začínal svoji kariéru v HC Stadion Hradec Králové. V sezoně 1990/1991 zkusil Extraligu za tým HC Pardubice a tam zůstal až do sezony 1992/1993. V sezoně 1993/1994 se povedlo týmu HC Stadion Hradec Králové postoupit do nejvyšší hokejové soutěže. Extraliga tak se vrátila do Hradce Králové. Avšak po sezoně tým Hradce Králové sestupuje do nižší ligy a Martinec, nejlepší hráč Hradce Králové přestupuje do HC Sparta Praha, kde hrál 6 sezon a pomohl týmu se stát mistrem České extraligy. Po sezoně 2000/2001 přestoupil do ruské ligy za tým Ak Bars Kazaň. Po další sezoně se vrátil zpět do České hokejové ligy do Sparty. Po další sezoně (2002/2003) přestoupil do dalšího pražského klubu HC Slavia Praha, kde odehrál 1 sezónu. V sezoně (2004/2005), kdy byla výluka z NHL a nenašel uplatnění v týmu, přestoupil do týmu HC BENZINA Litvínov. Na další sezónu 2005/2006 přestoupil do asijské hokejové ligy do týmu Anyang Halla. V týmu zůstal 6 sezon a ve svých 38 letech ukončil profesionální hráčskou hokejovou kariéru.

### Trenérská kariéra
18. června 2010 byl oficiálně přijat jako asistent trenéra na zkušební dobu 1 roku v Anyang Halla. V sezoně 2011/2012 byl jedním z asistentů Josefa Jandače u týmu HC Sparta Praha a současně mu vypomáhal s funkcí sportovního manažera. Po Jandočově odchodu do HC Lev Poprad se pak právě Martinec stal sportovním manažerem. Od srpna 2022 do listopadu 2022 působil v týmu HC Sparta Praha jako asistent hlavního trenéra. V polovině prosince 2022 se stal hlavním trenérem HC Kometa Brno, kde nahradil kvůli špatným výkonům odvolaného Martina Pešouta.

## Ocenění a úspěchy
- 1999 ČHL – Nejlepší nahrávač
- 2001 ČHL – Nejlepší nahrávač
- 2001 ČHL – Nejproduktivnější hráč
- 2007 AsHL – Nejlepší nahrávač
- 2007 AsHL – Nejproduktivnější hráč
- 2010 AsHL – Nejužitečnější hráč

## Prvenství
- Debut v ČHL – 14. září 1993 (HC Kladno proti HC Stadion Hradec Králové)
- První asistence v ČHL – 17. září 1993 (HC Stadion Hradec Králové proti HC Sparta Praha)
- První gól v ČHL – 1. října 1993 (HC Stadion Hradec Králové proti AC ZPS Zlín)
- První hattrick v ČHL – 1. prosince 2000 (HC Vítkovice proti HC Sparta Praha)

## Klubové statistiky
| Sezóna       | Klub                      | Soutěž       |     | Základní část | Základní část | Základní část | Základní část | Základní část |    | Play off | Play off | Play off | Play off | Play off |
| Sezóna       | Klub                      | Soutěž       | Z   | G             | A             | B             | TM            | Z             | G  | A        | B        | TM       |          |          |
| 1990–91      | TJ Tesla Pardubice        | ČSHL         | 25  | 5             | 19            | 24            | 4             | —             | —  | —        | —        | —        |          |          |
| 1991–92      | HC Pardubice              | ČSHL         | 38  | 13            | 16            | 29            | —             | 5             | 3  | 2        | 5        | —        |          |          |
| 1992–93      | HC Pardubice              | ČSHL         | 20  | 6             | 9             | 15            | 0             | —             | —  | —        | —        | —        |          |          |
| 1993–94      | HC Stadion Hradec Králové | ČHL          | 48  | 18            | 27            | 45            | 0             | —             | —  | —        | —        | —        |          |          |
| 1994–95      | HC Sparta Praha           | ČHL          | 50  | 15            | 34            | 49            | 0             | —             | —  | —        | —        | —        |          |          |
| 1995–96      | HC Sparta Praha           | ČHL          | 40  | 16            | 31            | 47            | 14            | 12            | 6  | 8        | 14       | 10       |          |          |
| 1996–97      | HC Sparta Praha           | ČHL          | 50  | 23            | 30            | 53            | 12            | 10            | 3  | 5        | 8        | 2        |          |          |
| 1997–98      | HC Sparta Praha           | ČHL          | 52  | 16            | 29            | 45            | 49            | 8             | 1  | 2        | 3        | 10       |          |          |
| 1998–99      | HC Sparta Praha           | ČHL          | 52  | 11            | 46            | 57            | 24            | 8             | 3  | 0        | 3        | 0        |          |          |
| 1999–00      | HC Sparta Praha           | ČHL          | 51  | 16            | 39            | 55            | 22            | 9             | 3  | 4        | 7        | 2        |          |          |
| 2000–01      | HC Sparta Praha           | ČHL          | 52  | 22            | 37            | 59            | 32            | 4             | 0  | 1        | 1        | 0        |          |          |
| 2001–02      | Ak Bars Kazaň             | RSL          | 29  | 7             | 10            | 17            | 8             | —             | —  | —        | —        | —        |          |          |
| 2002–03      | HC Sparta Praha           | ČHL          | 47  | 8             | 22            | 30            | 34            | 9             | 0  | 1        | 1        | 2        |          |          |
| 2003–04      | HC Slavia Praha           | ČHL          | 39  | 10            | 17            | 27            | 24            | 18            | 2  | 5        | 7        | 10       |          |          |
| 2004–05      | HC Slavia Praha           | ČHL          | 29  | 1             | 5             | 6             | 10            | —             | —  | —        | —        | —        |          |          |
| 2004–05      | HC BENZINA Litvínov       | ČHL          | 11  | 1             | 1             | 2             | 4             | 6             | 1  | 0        | 1        | 14       |          |          |
| 2005–06      | Anyang Halla              | AsHL         | 38  | 21            | 44            | 65            | 38            | 4             | 0  | 3        | 3        | 12       |          |          |
| 2006–07      | Anyang Halla              | AsHL         | 34  | 18            | 53            | 71            | 26            | 3             | 2  | 1        | 3        | 2        |          |          |
| 2007–08      | Anyang Halla              | AsHL         | 29  | 7             | 29            | 36            | 34            | 3             | 1  | 3        | 4        | 2        |          |          |
| 2008–09      | Anyang Halla              | AsHL         | 35  | 13            | 37            | 50            | 28            | 5             | 3  | 2        | 5        | 2        |          |          |
| 2009–10      | Anyang Halla              | AsHL         | 36  | 11            | 40            | 51            | 36            | 1             | 0  | 1        | 1        | 2        |          |          |
| Celkem v ČHL | Celkem v ČHL              | Celkem v ČHL | 502 | 148           | 299           | 447           | 265           | 84            | 19 | 27       | 46       | 52       |          |          |

## Turnaje v Česku
| Sezona | Tým             | Liga         | Z  | G | A  | B  | TM |
| ------ | --------------- | ------------ | -- | - | -- | -- | -- |
| 2000   | HC Sparta Praha | Zepter Cup   | 7  | 2 | 7  | 9  | 4  |
| 2001   | HC Sparta Praha | Tipsport Cup | 2  | 0 | 0  | 0  | 4  |
| 2002   | HC Sparta Praha | Tipsport Cup | 8  | 3 | 1  | 4  | 26 |
| 2003   | HC Sparta Praha | Tipsport Cup | 5  | 0 | 3  | 3  | 2  |
| Celkem | Celkem          | Celkem       | 22 | 5 | 11 | 16 | 36 |